# Доње Село (Илијаш)
Доње Село је насељено место у Босни и Херцеговини, у општини Илијаш, које административно припада Федерацији Босне и Херцеговине. Према попису становништва из 1991. у насељу је живело 167 становника.

## Становништво
По последњем службеном попису становништва из 1991. године, у насељу Доње Село је живело 167 становника. Сви становници су били Муслимани. Муслимани се данас углавном изјашњавају као Бошњаци.
| Демографија | Демографија | Демографија |
| Година      | Становника  | Становника  |
| ----------- | ----------- | ----------- |
| 1971.       | 176         |             |
| 1981.       | 201         |             |
| 1991.       | 167         |             |
| 2013.       | 109         |             |